# Myriospora trophoniae
Myriospora trophoniae is een soort in de taxonomische indeling van de Myzozoa, een stam van microscopische parasitaire dieren. Het organisme komt uit het geslacht Myriospora en behoort tot de familie Grelliidae. Myriospora trophoniae werd in 1913 ontdekt door Lemantoff.